# تياغو ألميدا (لاعب كرة قدم)
تياغو ألميدا هو لاعب كرة قدم برازيلي في مركز الدفاع، ولد في 23 فبراير 1988 في بلدية ألتا فلوريستا في البرازيل. لعب مع أتلتيكو غويانيينسي.